# Jewgeni Eduardowitsch Gropius
Jewgeni Eduardowitsch Gropius (russisch Евгений Эдуардович Гропиус; * 1890 in Lyon; † 7. März 1939 in Moskau) war ein französisch-sowjetischer Luftfahrtingenieur.

## Leben
Gropius war Mitarbeiter des Moskauer Staatlichen Luftfahrtwerks (GAS) Nr. 5. Ab Anfang 1923 konstruierte und baute er das  Doppeldecker-Verkehrsflugzeug GAS Nr. 5, das am 9. Juni 1924 mit dem Piloten Jefremow seinen Erstflug absolvierte und auch als leichter Bomber dienen sollte. Das Flugzeug mit offenem Cockpit für Pilot und Mechaniker, nicht einziehbarem Fahrwerk und Fahrgastzelle für 4 Personen erreichte mit einem 300-PS-Hispano-Suiza-Motor eine Spitzengeschwindigkeit von 165 km/h bei einer Dienstgipfelhöhe von 300 m. Im Sommer und Herbst 1924 wurde die GAS Nr. 5 weiter erprobt. Die Ergebnisse waren nicht zufriedenstellend. Ein Grund war die nicht ausreichende Leistung des Motors. Infolgedessen wurde die GAS Nr. 5 nicht in die Serienproduktion aufgenommen.
Gropius wechselte währenddessen in das Moskauer Flugzeugwerk Nr. 1 Dux, wo von der Grigorowitsch-Gruppe nicht nur Flugzeuge konstruiert und gebaut wurden. Zusammen mit Andrei Nikolajewitsch Sedelnikow, P. N. Lwow und I. A. Uspenski entwickelte Gropius 1924 das erste sowjetische Motorrad Sojus, das zwar am 1500-km-Rennen erfolgreich teilnahm, aber aus wirtschaftlichen Gründen nicht in die Serienfertigung aufgenommen wurde.
Während des Großen Terrors wurde Gropius am 23. Mai 1938 verhaftet und der Beteiligung an einer konterrevolutionären terroristischen Organisation angeklagt. Am 7. März wurde er vom Militärkollegium des Obersten Gerichts der UdSSR zum Tode verurteilt und am selben Tag erschossen.
Am 28. Juli 1956 wurde Gropius rehabilitiert.

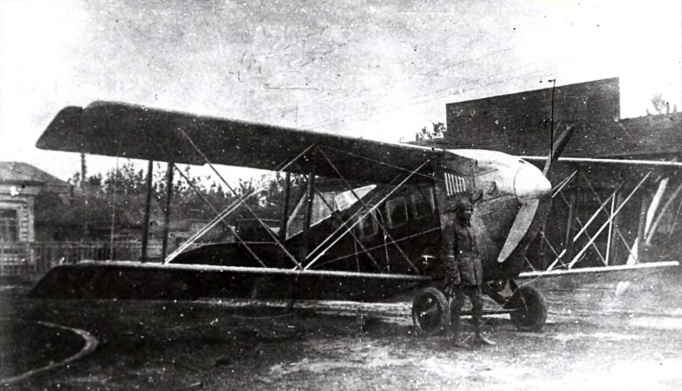
GAS Nr. 5
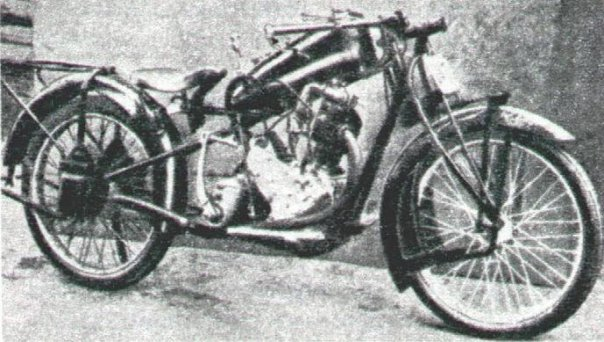
Sojus